# نیکا ویسکی
نیکا ویسکی (انگلیسی: Nikka Whisky) شرکت صنایع غذایی ژاپنی است، که در سال ۱۹۳۴ تأسیس شد.

## منابع

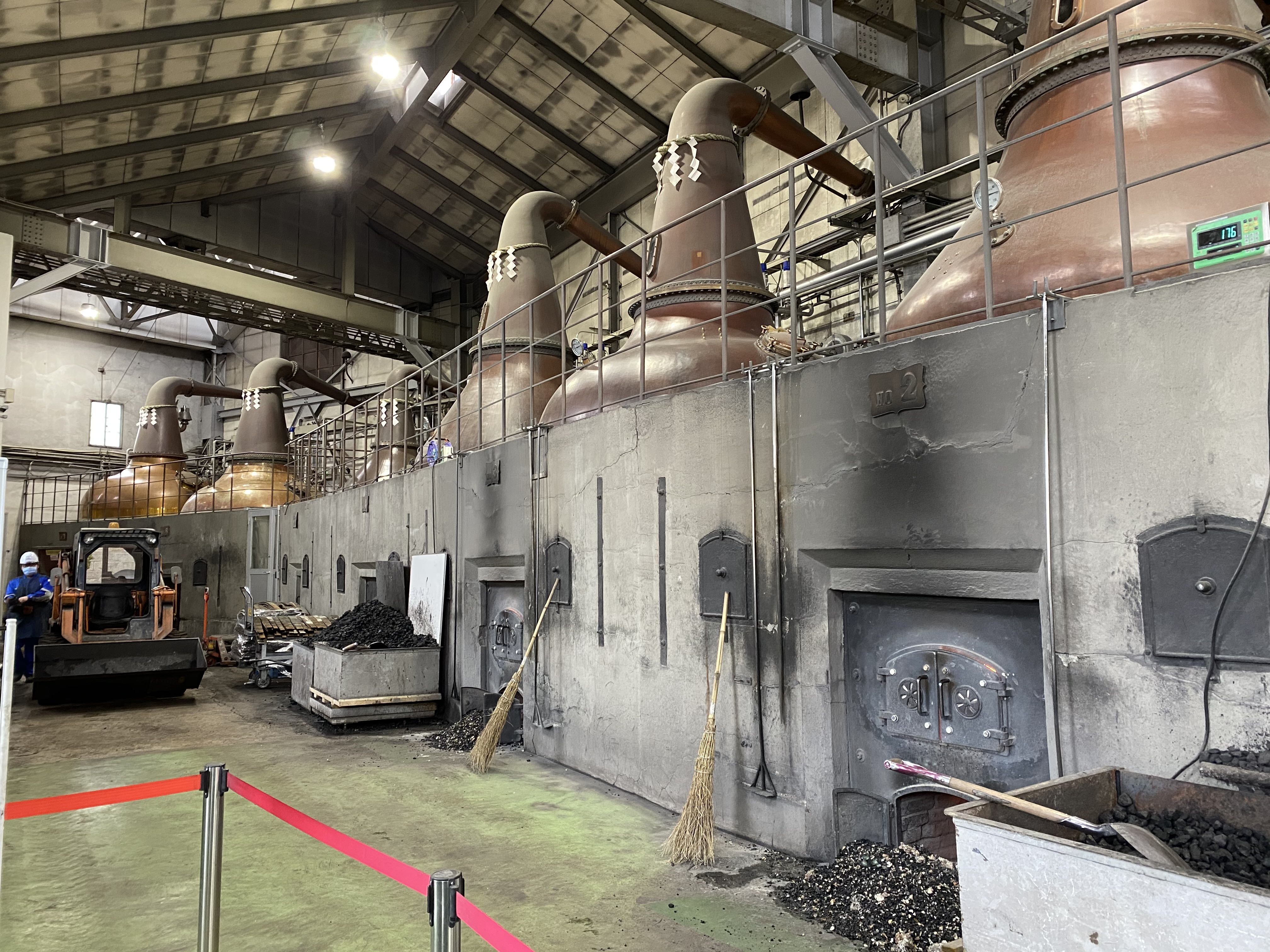

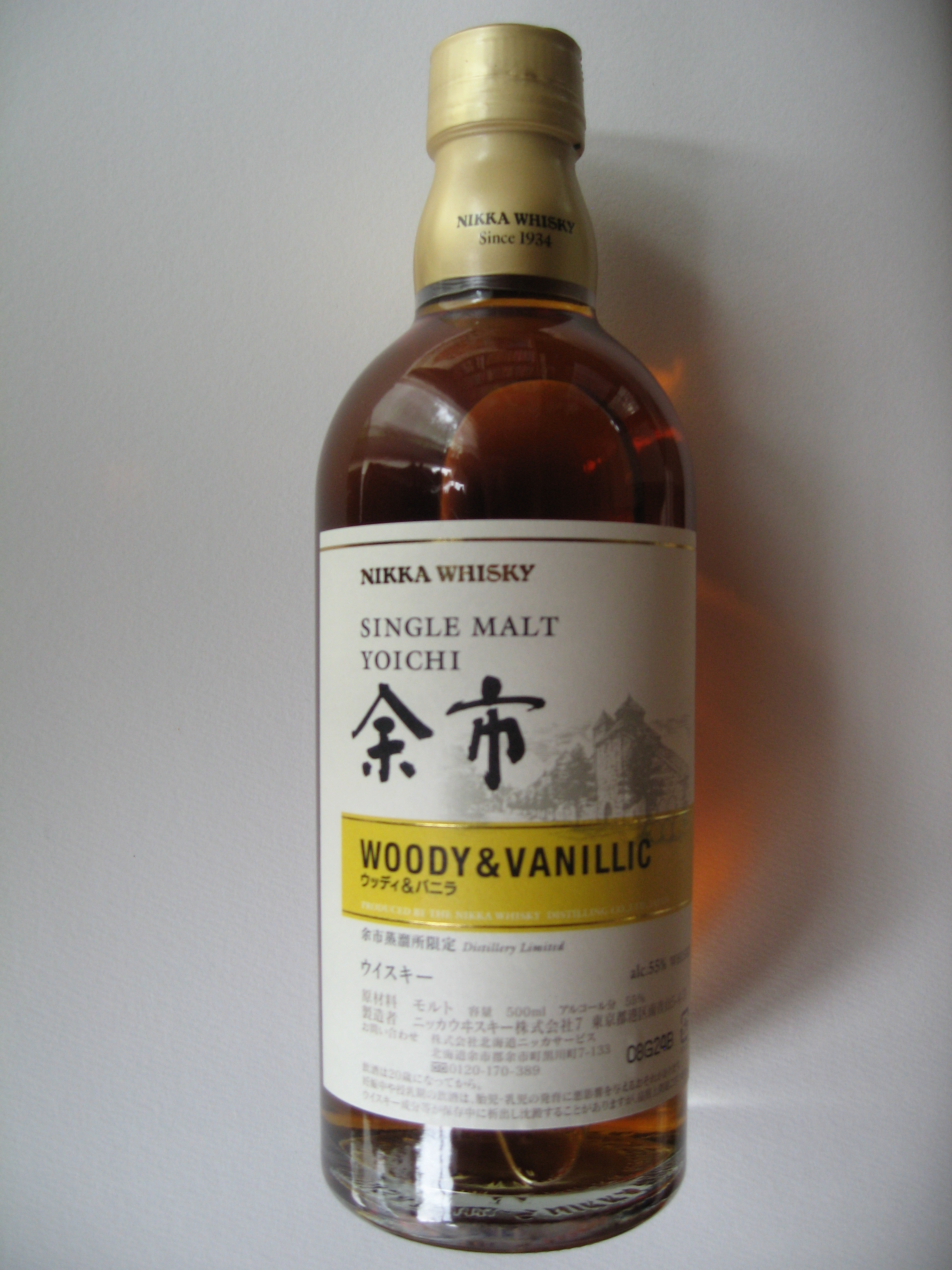